# Uetzingen
Uetzingen est un quartier de la commune allemande de Walsrode, dans l'arrondissement de la Lande, Land de Basse-Saxe.

## Géographie
Uetzingen est à 2 km au sud de Bomlitz, le centre de la commune. Uetzingen comprend les villages d'Elferdingen et Wenzingen.

## Histoire
En 1968, les communes de Benefeld, Bomlitz, Borg et Uetzingen s'unissent pour former la nouvelle commune de Bomlitz. Depuis la réforme territoriale entrée en vigueur le 1er mars 1974, Uetzingen est l'une des huit localités de la commune de Bomlitz.

## Monuments

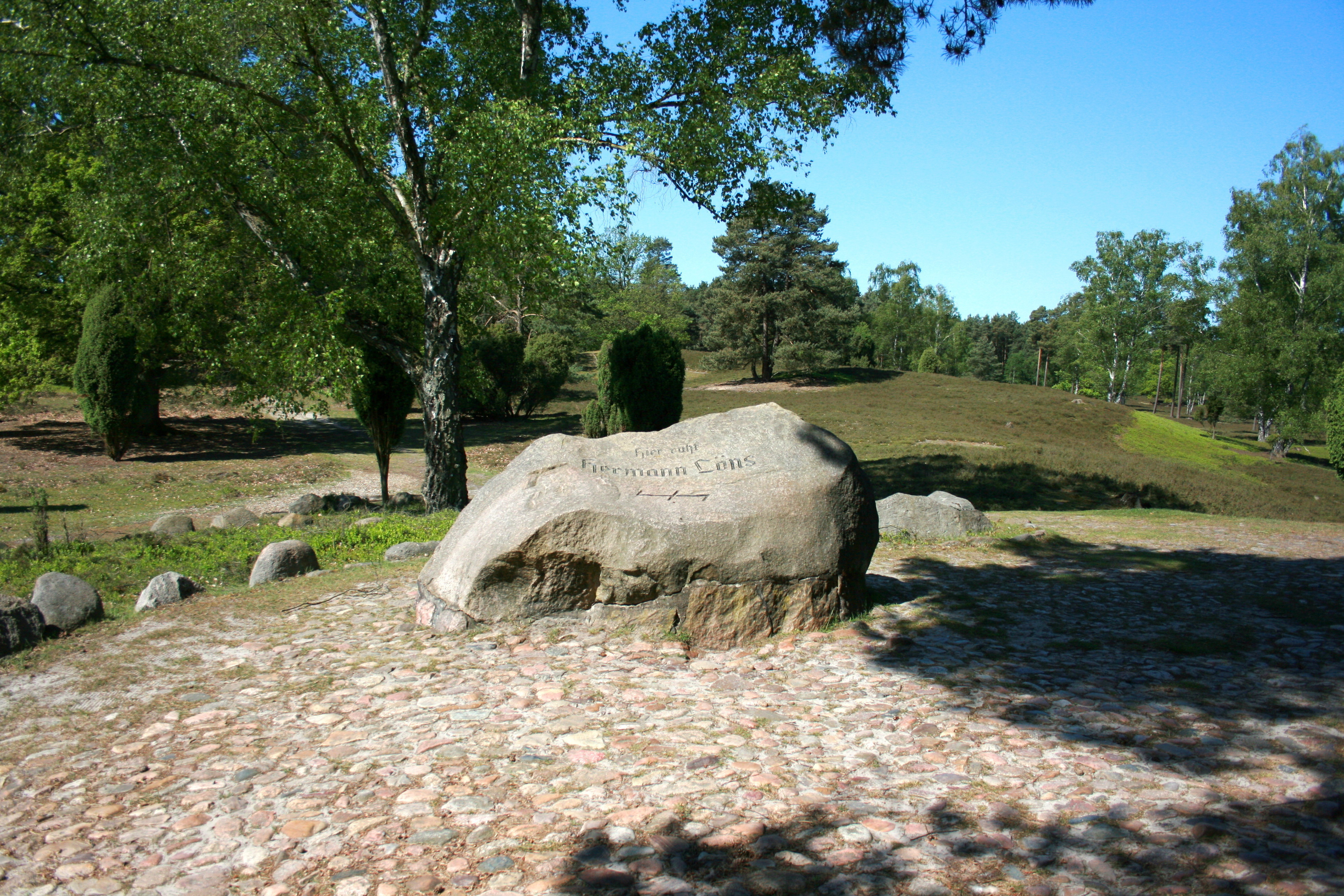
Tombeau de Hermann Löns

Quelques fermes d’Uetzingen sont déclarées monuments historiques.
La dépouille mortelle présumée de l’écrivain Hermann Löns, mort pendant la Première Guerre mondiale, est enterré près d’Uetzingen.